# Krótkonosek sfinksowy
Krótkonosek sfinksowy (Cynopterus sphinx) – gatunek ssaka z podrodziny Cynopterinae w obrębie rodziny rudawkowatych (Pteropodidae).

## Taksonomia
Gatunek po raz pierwszy zgodnie z zasadami nazewnictwa binominalnego opisał w 1797 roku duńsko-norwesko botanik i zoolog Martin Vahl nadając mu nazwę Vespertilio sphinx. Holotyp pochodził z Tarangambadi, w Tamilnadu, w Indiach. 
Podgatunek scherzeri może być odrębnym gatunkiem, a podgatunek babi może być spokrewniony z C. nusatenggara.  Autorzy Illustrated Checklist of the Mammals of the World rozpoznają sześć podgatunków. Podstawowe dane taksonomiczne podgatunków (oprócz nominatywnego) przedstawia poniższa tabelka:
| Podgatunek      | Oryginalna nazwa                               | Autor i rok opisu | Miejsce typowe                                                                                        |
| --------------- | ---------------------------------------------- | ----------------- | --- |
| C. s. angulatus | Cynopterus angulatus                           | G.S. Miller, 1898 | Trang, Thajlandia.                                                                                    |
| C. s. babi      | Cynopterus babi                                | Lyon, 1916        | Pulau Babi, 17 mi (27 km) na południowy wschód od wyspy Simeulue, prowincja Aceh, Sumatra, Indonezja. |
| C. s. pagensis  | Cynopterus pagensis                            | G.S. Miller, 1906 | Północna Pagai, Sumatra Zachodnia, Indonezja.                                                         |
| C. s. scherzeri | Cynopterus marginatus var. Pachysoma scherzeri | Zelebor, 1868     | Kar Nikobar, Nikobary.                                                                                |
| C. s. serasani  | Cynopterus sphinx serasani                     | Paradiso, 1971    | wyspa Serasan, Wyspy Natuna, Wyspy Riau, Indonezja.                                                   |

### Etymologia
- Cynopterus: gr. κυων kuōn, κυνος kunos „pies”; πτερον pteron „skrzydło”[25].
- sphinx: Sfinks (gr. Σφιγξ Sphinks, łac. Sphinx), mityczny, drapieżny potwór o zróżnicowanym wyglądzie zamieszkujący w Tebach, który zadawał podróżnikom zagadki i rozszarpywał tych, którzy odpowiedzieli niepoprawnie; nie wiadomo dlaczego Vahl wybrał tę nazwę dla nietoperza[26].
- angulatus: łac. angulatus „kanciasty”, od angulus „kąt, róg”[27].
- babi: Babi, zachodnia Sumatra, Indonezja[28].
- pagensis: Północna Pagai, Indonezja[11].
- scherzeri: Karl Ritter von Scherzer (1821–1903), austriacki podróżnik, dyplomata, przyrodnik, brał udział w ekspedycji Novara w latach 1857–1859[8].
- serasani: Serasan, Wyspy Natuna, Indonezja[15].

## Zasięg występowania
Krótkonosek sfinksowy występuje w Azji Południowej i Południowo-Wschodniej zamieszkując w zależności od podgatunku:
- C. sphinx sphinx – subkontynent indyjski na południe od podnóża Himalajów od doliny rzeki Indus w Pakistanie na wschód do granicy z Mjanmą, w tym Nepal, Bhutan, cały obszar Indii (z wyjątkiem pustyni Thar), Bangladesz, Sri Lanka oraz Andamany i Nikobary (z wyjątkiem wyspy Kar Nikobar).
- C. sphinx angulatus – południowo-wschodnia Azja od zachodniej Mjanmy na wschód przez południową Chińską Republikę Ludową, w tym wyspa Hajnan, i na południe do północnej części Półwyspu Malajskiego i Sumatry, południowego Borneo, zachodniej Jawy, Bali, zachodniej Sumbawy i południowego Celebes; występuje też prawdopodobnie na wyspie Lombok. Zapisy z wyspy Sangeang wymagają potwierdzenia.
- C. sphinx babi – wyspa Babi, u północno-zachodnich wybrzeży Sumatry.
- C. sphinx pagensis – Wyspy Batu (Tanahmasa i Tanahbala) i Wyspy Mentawai (Siberut, Sipora, Północna Pagai i Południowa Pagai).
- C. sphinx scherzeri – wyspa Kar Nikobar.
- C. sphinx serasani – Wyspy Natuna (Natuna Besar i Serasan).

## Morfologia
Długość ciała (bez ogona) 89–109 mm, długość ogona 13–18 mm, długość ucha 19–23 mm, długość tylnej stopy 14,5–20,5 mm, długość przedramienia 67–76 mm; masa ciała samic 28–70 g, samców 34–53 g. 

## Ekologia
Siedliskiem gatunku są lasy tropikalne. Krótkonosek sfinksowy żyje w koloniach, liczących od 3 do 7 i więcej osobników tej samej płci. Kolonie nietoperzy znajdują schronienie w namiotach utworzonych z liści palm, przede wszystkim Borassus flabellifer, Areca catechu, Polyalthia longifolia, Vernonia scandens. Gatunek owocożerny, nietoperze odżywiają się również kwiatami i liśćmi drzew owocowych.

### Rozród
Krótkonosek sfinksowy jest gatunkiem poligynicznym. Niedawno zaobserwowano, że samice tego gatunku podczas kopulacji często liżą podstawę prącia samców. Zasugerowano, że zachowanie to przedłuża czas kopulacji i zwiększa prawdopodobieństwo zapłodnienia samicy. Nietoperze tego gatunku rozmnażają się dwukrotnie w ciągu roku, z każdej ciąży rodzi się jedno młode. Matka opiekuje się młodym przez 45-50 dni.

## Znaczenie gospodarcze
Krótkonoski sfinksowe mogą powodować istotne szkody upraw drzew owocowych. Są potencjalnym wektorem wirusa japońskiego zapalenia mózgu.